# Rättsvetenskap
Rättsvetenskap eller jurisprudens är huvudsakligen teorin och filosofin om rätt, det vill säga det vetenskapliga studiet av juridik. Rättsvetenskapliga studenter försöker förstå den grundläggande rättens natur och försöker analysera dess ändamål, struktur och praktiska användning. Rättsvetenskapliga akademiker hoppas att erhålla en djupare förståelse för rätten, den makt som den utövar och dess roll i det mänskliga samhället. På praktiska nivåer hoppas vissa jurister på att förbättra samhället genom att studera vad rätten är, vad den borde vara och hur den egentligen fungerar. De söker en djupare förståelse för, vad som verkar vara, ett rättssystems oförutsebara och osäkra natur.

## Utgångspunkt
En vanlig utgångspunkt i förståelsen av rättsvetenskapen är målet för en lag att uppnå rättvisa. Den positiva rätten som infattas i de skrivna lagarna och författningarna och rättspraxisen i en rättsvetenskap används som basen för att 'testa' filosofiska teorier mot denna. Därför kan den vetenskapliga rättsvetenskapliga naturen argumenteras. De  mest tydliga synpunkterna om rätt och rättvisa (det finns dock hundratals synpunkter) är rättslig positivism, naturlig rätt, rättsrealism (Uppsalaskolan), interpretivism och kritisk rättsteori. Positivism betyder att lagen är 'positionär': rätten skapas i enlighet med, till exempel socialt accepterade regler. Man kan försöka stärka rättvisan, moralitet, eller vilket annat normativt slut som helst med lagar, men deras framgång eller brist på sådan avgör inte deras validitet. Såvida lagen är korrekt utformad, i enlighet med de regler som erkänts i samhället i fråga, är den en rättfärdig lag, oavsett den är rättvis enligt någon annan standard. En annan princip är att rätt inte är någonting mera än ett regelverk för att upprätthålla ordning och styrbarhet över ett samhälle. Därför måste de mest inhumana och orättfärdiga antagelserna efterlydas (från rättssystemet utgångspunkt och moraliska utgångspunkter). Kritiker av lagen borde lobba för lagändring men måste ändå respektera lagens bokstav, eller åtminstone inte förneka att den är en korrekt skapad lag.
I motsats associeras naturlig rätt med moralitet och i teistiska synvinklar, Guds avsikter. För att göra dessa begrepp enklare försöker den naturliga rätten att identifiera en moralisk kompass för den rättskipande makten i en stat. Uppfattningar om vad som är rätt och fel bildar grunden till den naturliga rätten. Vad som är rätt eller fel kan variera mycket beroende på vilka intresseområden man fokuserar på. Naturlig rätt säger ofta att 'en orättfärdig lag är ingen lag' och teistiskt inriktade naturrättsteoretiker menar att vilken som helst orättvisa kommer att rättas till av 'högre makter'.
Andra naturliga rättsteoretiker, däribland Lon L. Fuller, understryker att rätten måste möta vissa formella behörighetskrav (såsom att vara ojävig och i allmänt vetande). Till den utsträckning som ett institutionellt system för social kontroll inte räcker till, i avseende på dessa krav argumenterar Fuller att vi är mindre böjda att erkänna denna som ett rättssystem eller att respektera denna. Därmed har rätten en intern moralitet som går förbi de sociala reglerna av vilka rättfärdiga lagar skapas från.
Sofistikerade positivist- och naturliga rättsteorier påminner ibland om varandra mera än vad beskrivningen ovan föreslår och de kan ha en gemensam uppfattning om vissa punkter med den andra teorin. Att identifiera en enskild teoretiker som en positivist eller en naturlig rättsteoretiker kräver ibland inblandning av ärenden såsom betoning, grad och enskilda källor för inflytelse på teoretikerns arbete.
Rättsvetenskap söker att utnyttja orestrikterades element från livet och från världen för att hjälpa den kritiska studien av rätt. De mera fastställda ämnena är listade här nedan: 
- Rättsfilosofi och mera generell filosofiska tankegångar;
- Rättshistoria, vilket inkluderar rättslig historiografi och hermeneutik;
- Rättslig vetenskap, till exempel den rättsliga filosofin, rättslig antropologi, etc.;
- Rättslig teori, den samlade delen av rättslig teori som exemplifieras i arkiven över rättsliga fall, kontroverser och frågor;
- Tillämpningen av rättsliga principer och teorier på rättsliga problem, speciellt klassiska och återkommande rättsliga frågor;
- Tillämpningen inom rätten av utomrättsliga teorier och praktiker, såsom användningen av distributiva undersökningstekniker i rättslig analys;
- Jämförande undersökningar av rätten som ett område inom andra områden av studier eller bemödanden, till exempel, analys av västvärlden domstolsprocedurer i fråga om klassisk grekisk teater; and
- Underkategorier av rättsvetenskap, eller undersökning av rätt i speciella sociala, politiska och andra sammanhang, såsom -
- 1. Etnorättsvetenskap, jurisprudens i och av en speciell etno-kulturell grupp, såsom hävderätt i stamsamhällen i Afrika (troligen en derivation av termen genom analogin med etnomusikologi)
- 2. Sociopolitisk rättsvetenskap, jurisprudens som en dokumenterad källa av sociala och politiska förändringar (till exempel, studien av rätt och hur den relaterar till kvinnors status är en form av sociopolitisk rättsvetenskap).

Rättsvetenskap inkluderar även juridisk pedagogik vilket innebär utlärandet av rätt och juridiska ämnen till den utsträckning som juridisk pedagogik berör utbildningen av advokater och deras roll; därför kan den även inkludera reflektioner över använda juridiska färdigheter och metodologi (d.v.s. "juridisk tillämpning"), såsom väl fungerande advokatfärdigheter, förhandlingstekniker, förlikning, skapandet av dokument, undersökningstekniker, och så vidare.

## Etymologi
Ordet jurisprudens (rättsvetenskap) kommer från latinets jurisprudentia. Detta är den senlatina formen av ett sammansatt ord, ursprungligen juris + prudens (sammandragning av providens, från verbet providere, "att tillhandahålla"). Den bästa svenska definitionen för jurisprudentia är troligen "[abstrakt] juridisk kunskap".
'Juris' är genitivformen för Jus som betyder "rätt". Så, 'juris' betyder "av lag" eller "rätt". 'Juris' refererar speciellt till den muntliga rättsliga traditionen och till funktionella tillämpningar av lagen, till och vid speciella förutsättningar och ansamlingar av fakta. Ordet "jury" kommer även från 'jus/juris', och juryer gör precis som ordet förutser: tillämpar lagen till fakta och omständigheter och drar sedan en slutsats därifrån om den svarandes straffrättsliga ansvar.
'Prudentia', betyder "kunskap" i latinet och kan översättas direkt till svenska som "prudens". Ordet innebär att man verkar korrekt och vist eftersom man har kunskapen om de möjliga konsekvenserna av en enskild handling.

## Modern rättsvetenskap
Den rättsvetenskapliga teorin delas vanligtvis in i tre större analysfält: analytisk rättsvetenskap, som studerar vad lag "är", och normativ rättsvetenskap, som studerar vad lag "borde vara", och kritisk rättsvetenskap som ställer kritiskt orienterade frågor kring både vad rätten och vad den bör vara. Ordet "jurisprudence" på franska refererar till rättspraxis inom sedvanerätten, den lagsamling som fastställs genom beslut av en enskild domstol eller ett domstolssystem.
Analytisk rättsvetenskap använder en förutbestämd och utifrån den analytiska rättsvetenskapens egna utgångspunkter neutral utgångspunkt för att analysera och referera till olika aspekter av rättssystem. Fokus ligger på vad det rättsliga systemet är, och inte på vad den skulle eller borde vara. När man därmed går in i analytiska rättsvetenskapliga moralfrågor, behandlas enbart värdefrågor i den utsträckning att man beskriver dem som frågor om intern systematik, logik och koherens. Analytisk rättsvetenskap har ett normativt antagande om att rätten bör vara internt logisk och koherent. De mest viktiga frågorna inom analytisk rättsvetenskap är: Vad är en lag? Vad är ett rättssystem? Vad är förhållandet mellan lag och makt/sociologi? Vad är förhållandet mellan lag och rättvisa/moralitet? Har varje samhälle ett rättssystem? Hur ska vi förstå begrepp såsom laglig rätt och laglig skyldighet?
Normativ rättsvetenskap berör vad lag borde vara, vilka värden som är viktiga och som ser på frågor om moralitet.
Viktiga frågor inom den normativa rättsskipningen är dessa: Vad är den rätta lagfunktionen? Vilka typer av handlingar ska bli föremål för bestraffning, och vilka sorters bestraffningar ska tillåtas? Vad är rättvisa? Vilka rättigheter har vi? Är det en skyldighet att följa lagen? Vilka värden har rättsreglerna?
Kritisk rättsvetenskap utgår från kritiska teorier om samhället, till exempel marxistisk teori, feministisk teori och intersektionell teori. Centrala frågeställningar inom kritisk rättsvetenskap är på vilket sätt rätten är en del i att skapa rättvisa eller att bidra till orättvisa i samhället, vilken  relationen mellan makt och rätt är, samt på vilket sätt som rätten förhåller sig till samtida och historiska aktuella förändringar. 

## Historia
Under den Romerska republiken skapades lagskolor och dessa blev hela tiden mera akademiska. I den tidsålder som sträckte sig från det tidiga Romerska imperiet till 200-talet skrevs viktig litteratur inom ämnet av några noterbara grupper, däribland Proculians och Sabinians.
Efter 200-talet blev Juris prudentia mer en byråkratisk syssla, med få noterbara författare. Det var under det Bysantinska imperiet (400-talet) som juridikstudier ånyo återupptogs på djupet och det är från denna kulturrörelse som Justinianus I Corpus juris civilis föddes.